# جزایر انجمن
جزایر انجمن (به فرانسوی: Îles de la Société)، نام رسمی (به فرانسوی: Archipel de la Société)، نام بومی 
(به تاهیتیایی: Tōtaiete mā) مجمع الجزایری در اقیانوس آرام جنوبی است که از جمله جزایر مهم و اصلی آن تاهیتی، موئورئا، رایاتئا، بورا بورا و هواهین می‌باشند. از نظر سیاسی، این مجمع الجزایر بخشی از پُلی‌نِزی فرانسه، از قلمروهای فرادریایی فرانسه هستند. از نظر جغرافیایی، این جزایر بخشی از پلی‌نزی را تشکیل می‌دهند.
اعتقاد بر این است که این مجمع الجزایر توسط کاپیتان جیمز کوک در طول اولین سفر کاوشی وی در سال ۱۷۶۹ نامگذاری شده است، ظاهراً این نامگذاری به افتخار انجمن سلطنتی، حامی اولین سفر کاوشی و بررسی علمی از جزایر بوده است. با این حال، کوک در یادداشت‌های خود نوشت که او جزایر را «انجمن» نامید به این دلیل که آنها به هم پیوسته‌اند.
جزایر انجمن از نظر جغرافیایی و اداری به دو گروه جزایر بادگیر و جزایر بادپناه تقسیم شده‌اند.